# Pușkine, Krasnohvardiiske
Pușkine (în ucraineană Пушкіне) este un sat în comuna Petrivka din raionul Krasnohvardiiske, Republica Autonomă Crimeea, Ucraina.

## Demografie
Componența lingvistică a localității Pușkine
     Rusă (59,74%)
     Ucraineană (19,77%)
     Tătară crimeeană (10,74%)
     Belarusă (1,15%)
Conform recensământului din 2001, majoritatea populației localității Pușkine era vorbitoare de rusă (59,74%), existând în minoritate și vorbitori de ucraineană (19,77%), tătară crimeeană (10,74%) și belarusă (1,15%).